# Minox
Minox — немецкая компания (одновременно бренд) по производству оптической техники, созданная изобретателем Вальтером Цаппом.

## История и деятельность

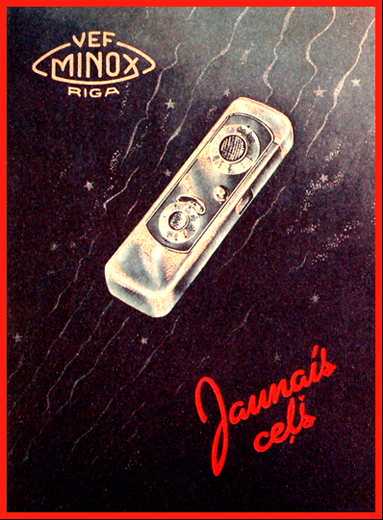
Латвийский буклет 1939 года

Когда Вальтер Цапп, родившийся в Латвии, переехал в Эстонию, вокруг него сформировался небольшой коллектив из мастеров своего дела — часовщика и механика Ханса Эпнера, а также оптика Карла Индуса, с которыми Цапп принялся за разработку нового миниатюрного фотоаппарата. Аппарат, который удивил мир профессионалов и любителей, был изобретён в августе 1936 года. Один из первых фотографов, который сделал снимки с помощью нового фотоаппарата — Николас Нюландер, предложил название Minox, которое и закрепилось за камерой.
Спонсор работ над открытием и хороший друг Цаппа — Рихард Юргенс, предложил продвинуть перспективное изобретение на международной арене. В поисках компании, которая бы взялась за серийное производство, разработчики обратились к немецкому концерну «Агфа», от которого получили отказ. Тогда Рихард Юргенс обратился к своему старому приятелю, занимавшему пост директора эстонского филиала латвийской фабрики VEF. Предложением новаторов производства заинтересовались в Риге и директор головного офиса ВЭФа попросил авторов продемонстрировать аппарат в действии. Полученный результат удовлетворил директора и 6 октября 1936 года был заключён договор между рижским предприятием и изобретателем, что позволило быстро приступить к налаживанию серийного производства миниатюрной фотокамеры под брендом VEF Minox. Во время заключения контракта с ВЭФом директор «Агфы» решился на предложение изобретателей, но было поздно. Вальтер Цапп возглавил конструкторскую бригаду по серийному производству фотокамеры; в апреле 1938 года камера была запущена в серию и увидела свет. Сразу же после этого права на серийное производство изобретения приобрели США, Нидерланды, Франция, Бельгия, Канада. В общей сложности за довольно короткий период времени по всему миру распространилось 17000 уникальных аппаратов.
С началом Второй мировой войны Вальтер Цапп был вынужден уехать из Латвии, но ВЭФ продолжал выпускать камеры до 1943 года. В связи с прекращением их производства, давний компаньон Цаппа — Рихард Юргенс уехал в Берлин, где им была основана собственная фирма «Minox Gmbh». Цапп не получил места в компании Юргенса, разорвал с ним отношения и уехал в Швейцарию, где основал своё конструкторское бюро, ориентированное на выполнение индивидуальных заказов.
Minox Gmbh был приобретён компанией Leica в 1996 году, но выкуплен прежним менеджментом в 2001 году, став снова независимой компанией, существующей по настоящее время. В 1970-х годах число сотрудников компании достигало 1000 человек, сегодня в ней работают около 30 работников (в штаб-квартире в Вецларе).

## Продукция
Minox стал известен прежде всего за счёт своих миниатюрных фотокамер. Затем выпускал видеокамеры, проекторы, бинокли, прицелы и аксессуары к фототехнике. В настоящее время также производит цифровые камеры и измерительные приборы.

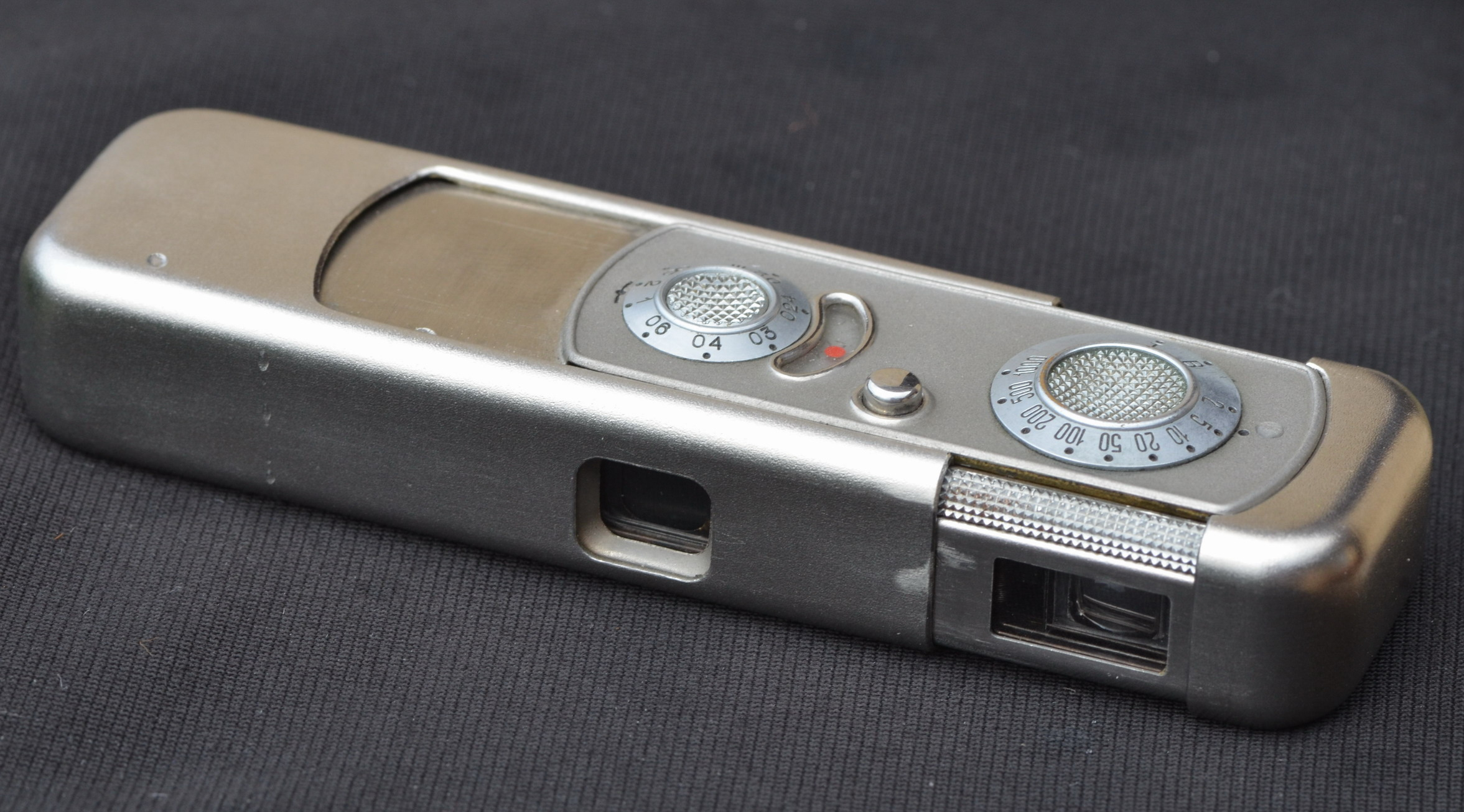
Minox B (1958 год)
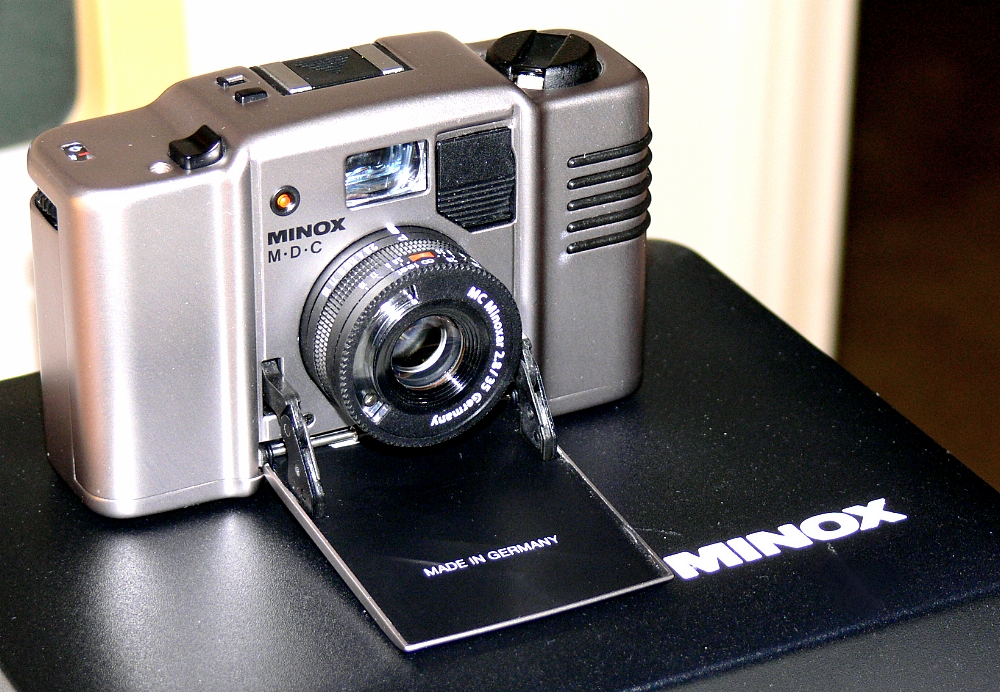
Minox 35 MDC
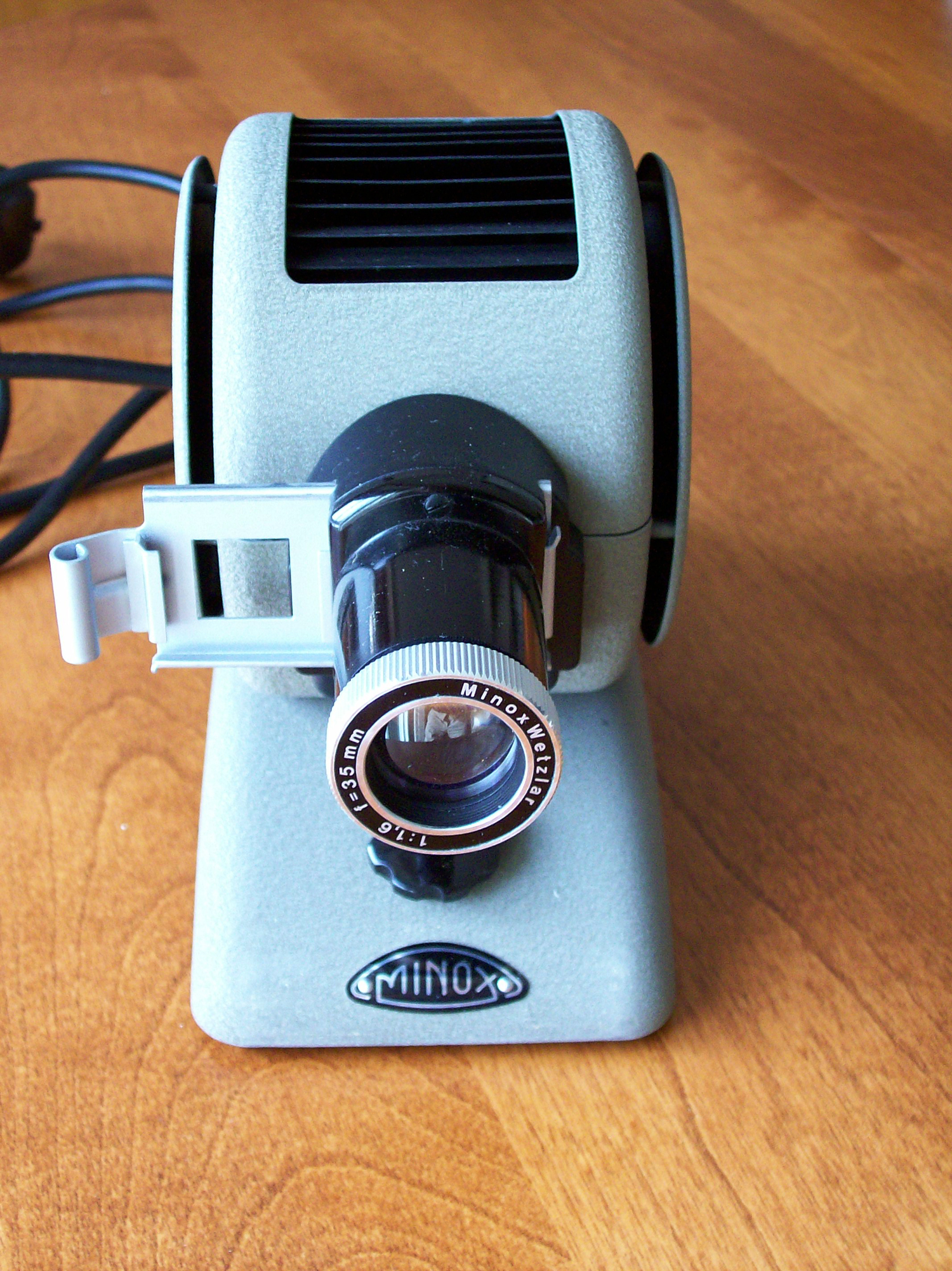
Minox-Diaprojektor 3001
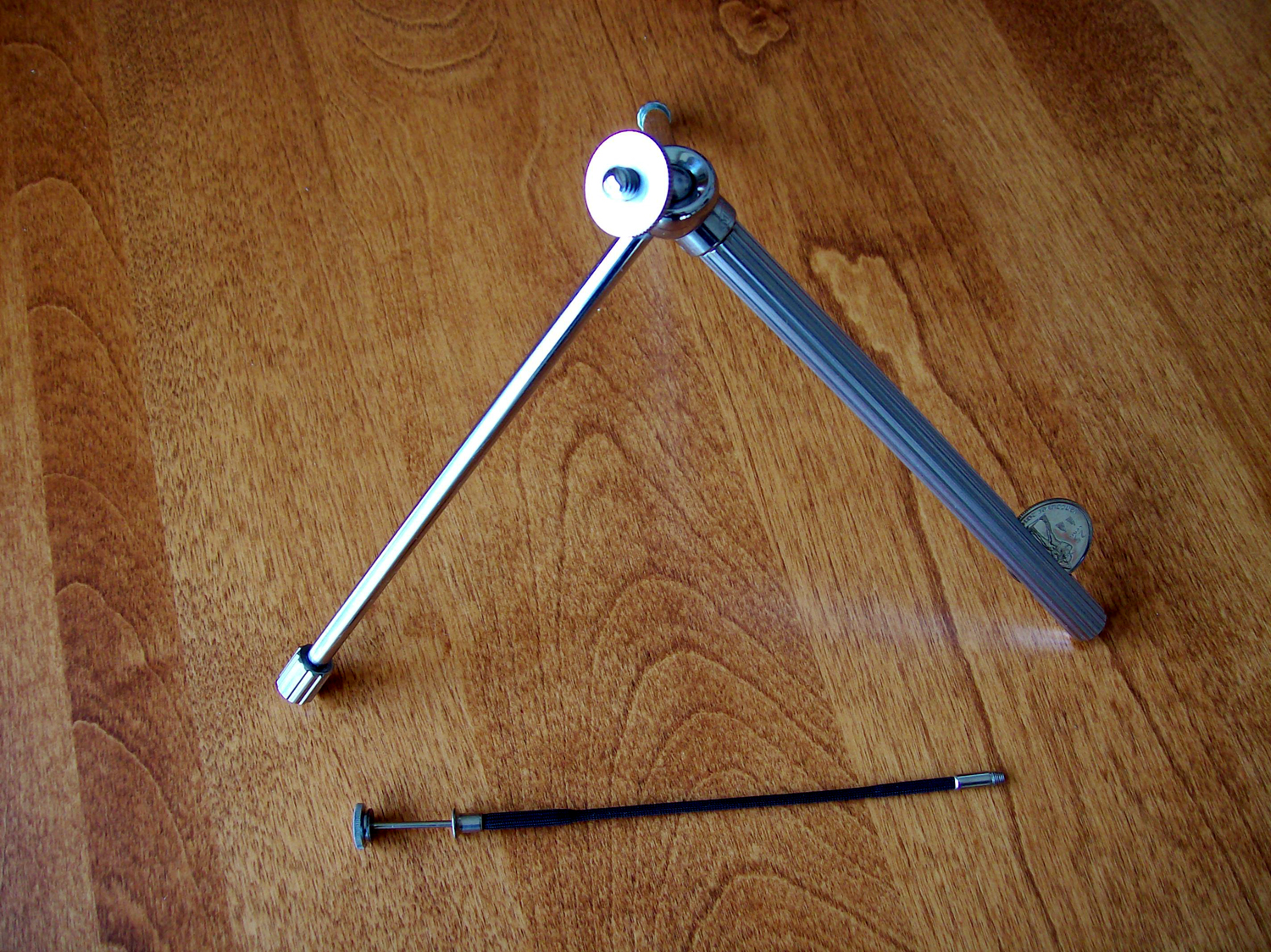
Minox tripod